# Блумквист, Ребека
Ребека Мария Блумквист (швед. Rebecka Maria Blomqvist; род. 24 июля 1997, Уддевалла, Гётеборг-Бохус) — шведская футболистка, выступающая на позиции нападающего в немецком клубе «Вольфсбург» и национальной сборной Швеции.

## Биография
Родилась 24 июля 1997 года в шведском городе Уддевалла.

## Клубная карьера
С 2010 года выступала за молодёжную команду клуба «Рёсё» (IK Rössö) города Уддевалла. В 2013 году начала играть в основной команде клуба «Рёсё».
В 2014 года перешла в клуб «Коппарбергс/Гётеборг». Клуб стал чемпионом Швеции 2020 года.
В 2021 году перешла в клуб «Вольфсбург» немецкого города Вольфсбург. 5 февраля 2021 года забила свой первый гол в Бундеслиге в матче против «Турбине» города Потсдам. Клуб стал чемпионом Бундеслиги 2021/2022 годов и Кубка Германии 2020/2021, 2021/2022 и 2022/2023 годов.

## Карьера в сборной
В 2013 году начала выступать за сборную до 17 лет, в 2014 году — за сборную до 19 лет, в 2016 году — за сборную до 23 лет. В составе сборной до 19 лет выиграла чемпионат Европы 2015 года.
3 сентября 2019 года впервые выступила за основную сборную в отборочном турнире чемпионата Европы  2022 года в матче против Латвии. В последнем квалификационном групповом матче 1 декабря 2020 года против Словакии забила свой первый гол в составе сборной.
Была заявлена на летние Олимпийские игры 2020 года, первоначально в качестве резерва. Игры были отложены из-за пандемии COVID-19. Была в стартовом составе в групповом матче против Новой Зеландии. Швеция завоевала серебряную медаль.
Играла за сборную на чемпионатах Европы 2022 и 2023 года. В квалификационных групповых матчах против Грузии 7 апреля 2022 года и Финляндии 6 сентября 2022 года забила голы. В групповых матчах против Италии 29 июля 2023 года и Аргентины 2 августа 2023 года забила голы.